# الضيرين (وادي الدواسر)
الضيرين، هي قرية من فئة (ب) تقع في محافظة وادي الدواسر، والتابعة لمنطقة الرياض في السعودية. وتبعد الضيرين عن محافظة وادي الدواسر بمسافة تقارب () كم.